# William Christian Bullitt
William Christian Bullitt (Philadelphia 1891. január 25. – 1967. február 15.) amerikai újságíró, diplomata.

## Az I. világháború után
- 1919-ben az amerikai küldöttség tagja a Párizsi békekonferencián.
- 1919. február végén Szovjetunióba küldték, hogy a szovjet kormány és az antanthatalmak közötti tárgyalások feltételeiről tárgyaljon.
- 1934-1936-ig az Amerikai Egyesült Államok első nagykövete a Szovjetunióban

## II. világháború
A második világháború alatt is folytatta katonai és diplomáciai tevékenységét. 1967-ben hunyt el.